# Dragon Quest Builders 2
Dragon Quest Builders 2 est un jeu vidéo d'action-RPG et bac-à-sable développé et édité par Square Enix. Il s'agit d'une série dérivée de la franchise Dragon Quest et de la suite de Dragon Quest Builders. Il est sorti sur Nintendo Switch et PlayStation 4 le 20 décembre 2018 au Japon et le 12 juillet 2019 dans le reste du monde.
Le jeu dispose d'un style graphique en blocs et introduit un système de collecte et de construction jeu. Contrairement à son prédécesseur, cet opus à la particularité de pouvoir être joué à plusieurs, adoptant ainsi une dimension multijoueur.

## Histoire
Le jeu se déroule après la défaite de Kaos et Malroth des mains des descendants d'Elric dans Dragon Quest II. Alors que la paix semblait être revenue, une secte nommée Les Héritiers de Kaos apparait et kidnappe tous les bâtisseurs pour les éliminer.
Le joueur incarne un jeune bâtisseur kidnappé par la secte. Après que le navire qui le transportait fit naufrage, il atterit sur une île déserte en compagnie de deux survivants: Une jeune fille du nom de Lulu et un garçon amnésique du nom de Malroth. Ces derniers font la rencontre d'un vieil ermite qui annonce faire cadeau de l'île au jeune bâtisseur où il pourra y construire tout ce qu'il veut. Mais pour accomplir cette tâche, il doit améliorer ses talents de bâtisseur.
Le bâtisseur et Malroth vont alors explorer les îles alentours afin d'améliorer les compétences du bâtisseurs et trouver des recrues pour les aider dans leur projet. Toutefois les îles sont aux mains des Héritiers de Kaos et leurs habitants vivent dans la peur. Le bâtisseur et Malroth vont donc aider les habitants des îles à se débarrasser de la secte.

## Musiques
Les musiques sont composées par Koichi Sugiyama. 